# Leuctra alpina
Leuctra alpina is een steenvlieg uit de familie naaldsteenvliegen (Leuctridae). De wetenschappelijke naam van de soort is voor het eerst geldig gepubliceerd in 1934 door Kühtreiber.